# Salim Mramboini
Salim Mramboini (ur. 26 sierpnia 1984 w Marsylii) – komoryjski piłkarz występujący na pozycji obrońcy.
W barwach FC Martigues i GS Consolat rozegrał łącznie 90 spotkań i zdobył dwie bramki w trzeciej lidze francuskiej.
W reprezentacji Komorów zadebiutował 14 października 2007 w przegranym 2:6 meczu el. do MŚ 2010 z Madagaskarem. W latach 2007–2018 w drużynie narodowej wystąpił 12 razy.